# Saint-Pierre-lès-Elbeuf
Saint-Pierre-lès-Elbeuf là một xã thuộc tỉnh Seine-Maritime trong vùng Normandie miền bắc nước Pháp.

### Huy hiệu
| Arms of Saint-Pierre-lès-Elbeuf | The arms of Saint-Pierre-lès-Elbeuf are blazoned: Per pale gules and azure, in fess an oak eradicated proper and 2 keys in saltire Or, and on a chief Or 3 ivy leaves vert. |

## Dân số
| 1962                                            | 1968 | 1975 | 1982 | 1990 | 1999 | 2006 |
| ----------------------------------------------- | ---- | ---- | ---- | ---- | ---- | ---- |
| 3601                                            | 4456 | 6449 | 7994 | 8411 | 8417 | 8429 |
| Starting in 1962: Population without duplicates |      |      |      |      |      |      |